# Port lotniczy Chihuahua
Port lotniczy Chihuahua (IATA: CUU, ICAO: MMCU) – port lotniczy położony w Chihuahua, w stanie Chihuahua, w Meksyku.